# Eperjessy Ernő
Eperjessy Ernő (születési név: Eperjesi Ernő; Almamellék, 1929. augusztus 30. – ?, 2022. május 19.) magyar néprajzkutató.

## Életpályája
Elemi iskolába Sasréten, középiskolába Szigetváron járt, 1943-ban végzett. A tanítóképzőt Újvidéken (Novi Sad, 1943–1946, Jugoszlávia) kezdte, majd Pécsen a Püspöki Tanítóképzőben fejezte be 1948-ban.
1948 októberében Őrtilos-Szentmihályhegyre (Somogy vármegye) nevezték ki „tanyai vándortanítónak”. Jelentése szerint: szórványtelepülés, iskolaépület és tanítói lakás nélkül. Az Őrtiloshoz tartozó Szentmihályhegy és Asszonyvár tanyarendszerű külterületén addig iskola és tanítói lakás nem volt, az ország egyik legszegényebb vidékének számított. A terv szerint fél évig Szentmihályhegyen, fél évig Asszonyvárban váltakozva kellett volna tanítania egy-egy parasztház bérelt szobájában. Végül Szentmihályhegyen egy kicsiny parasztház 16 négyzetméteres alacsony szobájában kezdte meg a tanítást előbb 28, majd 56 alsó tagozatos gyerekkel.
1950–1951 között két tantermes iskolát és lakást építettek. Ettől kezdve az iskola felsőbb osztályokkal (V-VIII.) bővült, előbb kettő, majd három tanerővel működött 100-120 tanulóval. Korábban alsós, később felsős osztályokban tanított. 1964-ig tanított itt osztatlan iskolában. Eközben nem rendszerességgel, de már gyűjtötte a község hagyományait. Az iskola egyben kulturális centrummá is vált. Az idősebb írástudatlanok számára analfabéta tanfolyamokat szervezett, helyi népművelőként 1949–1964 között a 24-26 tagú magyar-horvát népi együttest vezette – köztük idős férfiak, nők és határőrök is voltak. Kaposváron 4-szer, Pécsett és Budapesten kétszer, Nagykanizsán többször is felléptek. 1962-ben a Délszláv Szövetség szervezésében Vas és Zala megyében egy-egy hetes kultúrkörúton vettek részt. 1952-ben rövidített katonai szolgálatot teljesített Szegeden. 1958–1964 közötti években levelező úton az ELTE Bölcsészettudományi Karán irodalom-történelem-néprajz szakon szerzett egyetemi diplomát.
1963-tól a Magyar Néprajzi Társaság tagja, 1990-től tiszteletbéli tagja volt. 1964 szeptemberében 16 év után iskolájuk körzetesítésével nem értett egyet, így Somogyból Budapestre költözött, ahol 1964–1967 között a Kölcsey Ferenc Gimnáziumban tanított. 1968–1972 között a Magyarországi Délszlávok Demokratikus Szövetségének munkatársa volt. 1965–1971 között a Délszláv Szövetség munkatársaként dolgozott.
Közben 1971-ben az ELTE Bölcsészettudományi Karán magyar nyelvészetből a zselici cselédség nyelvjárása témából „Summa cum laude” doktorált. 1972–1993 között az Oktatási és Művelődési Minisztérium Nemzetiségi Osztályának munkatársa, majd főtanácsosa. Ebben a munkakörben a magyarországi kisebbségek oktatási és kulturális életének országos irányításában vett részt. Másik fő munkaterülete a kisebbségek társadalmi szervezeteinek országos felügyelete volt.
21 éves minisztériumi munka után 1993-ban ment nyugdíjba. Nyugdíjazása után 1993–1996 között Budapesten a Magyar Rádió idegen nyelvű adásainak munkatársaként tevékenykedett. 1993–2011 között a Magyar Néprajzi Társaság gondozásában 14 nyelven megjelenő nemzetiségi néprajzi kiadvány sorozatok egyik szerkesztője, illetve a teljes sorozat főszerkesztője. 1975-től 2006-ig a Magyar Néprajzi Társaság Nemzetiségi Szakosztályának titkára majd elnöke. Egyik fő szervezője volt az 1975 óta 5 évenként Békéscsabán megrendezett Nemzetközi Nemzetiségkutató Néprajzi Konferenciának. Ezen kívül is számos kisebbségi szimpóziumnak, regionális konferenciának volt társszervezője és résztvevője.

## Családja
Szülei: Eperjesi Imre és Fodor Rozália voltak. Mindketten uradalmi cselédek, majd 1945 után önálló földművesek voltak. Heten voltak testvérek.

## Gyűjtései
Folklórgyűjtéssel 1949-ben kezdett foglalkozni, amikor még élő és gazdag volt a helyi néphagyomány. A gyűjtés kezdetben a népi együtteshez szükséges dalokra és kalendáris ünnepekre irányult. Tudatosabb kutatásra 1953-54 után került sor. 1958-tól a magnetofon megjelenése után hitelesebb gyűjtés következett, ezek egy része online most is elérhetőek a Folklór adatbázisban.  
Később magyar, szerb, horvát és cigány népzenei anyagot gyűjtött Dél-Dunántúlon. Elsősorban Őrtilosban. A gyűjtés kibővítésében és dallamok lejegyzésében Olsvay Imre zenetudós működött közre. Segítségével több száz népdal került be az MTA Zenetudományi Intézetbe. Ezen felül segítséget nyújtott az ELTE Néprajzi Tanszéke. A Nemzeti Kulturális Alap, a Magyar Néprajzi Társaság, valamint az MTA Néprajzi Intézetének közreműködésével 2009-ben megjelent Az őrtilosi mondák és hiedelmek című kötet, 2010-ben az Égigérő almafa mesegyűjtemény, illetve az Őrtilosi dombokon, dombokon című népzenei válogatás, 2016-ban.
Másik kutatási területe a Zselic tájegység uradalmainak eltűnő világa. Az egykori, XX. század első felében élő uradalmi cselédek élete, szociális és kulturális viszonyai, gazdag népművészeti hagyományainak feltárása. 50 éves kutatás alapján, és több publikált résztanulmány után a teljes (700 oldalas) monográfia, a Puszták népe a Zselicben, 2006-ban, a Regionális cselédszótár című kötet 2010-ben jelent meg.
Néprajzi tevékenységének harmadik fontos területe a magyarországi horvátok, szerbek, szlovének, németek, lengyelek, görögök népi kultúrájának és a dél-dunántúli beás cigányok hagyományrendszerének a vizsgálata.  
Ez ideig a felsorolt tárgykörökben 6 önálló tanulmánykötete, 120 körüli tudományos publikációja jelent meg magyarul s más nyelveken, itthon és külföldön.
- A nemzetiségi (kisebbségi) kérdés a Kárpát-medencében; Uradalmi cselédek történelmi sorsa és néprajza Magyarországon a XX. század első felében; Magyar és magyarországi nemzetiségek (német, szerb, horvát, szlovén, cigány) néprajza, hagyományos kultúrája (különös tekintettel a néphitre, népmesére, népszokásra).[15]

Az Égigérő almafa (őrtilosi népmesék) megjelenési ideje 2010, ennek különlegessége, hogy az egyik meséjét hindi nyelvre is lefordították.

## Főbb művei

### Önálló kiadványok, kötetek
- A három sorsmadár. Őrtilosi cigány népmesék. MTA Néprajzi Kutató Intézet. Szerk.: Kriza Ildikó. Budapest, 1991. 1-148. p.
- S̆alje pismo Sibinjani Janko (Hunyadi János levelét megírta – Hideg András horvát meséi, Felsőszentmárton) Budapest Fővárosi Horvát Önkormányzat. Szerk.: Đuro Frankovic̍. Pécs, 1998. 1-218. p.
- Puszták népe a Zselicben. Cselédmonográfia. Mikszáth Kiadó, Horpács.Szerk.: Németh János. Rajz: Deák Benedek. Budapest, 2006. 1-698. p.
- Őrtilosi hiedelmek és mondák. MTA Néprajzi Kutató Intézet. Folklór archívum 21. Szerk.: Szemerkényi Ágnes. Budapest, 2009. 1-244. p.
- Regionális cselédszótár (A zselicségi uradalmi cselédek regionális szótára. 1900–1950). Somogy Megyei Múzeumok Igazgatósága. Szerk.: Kapitány Orsolya. Kaposvár, 2010. 1-333. p.
- Az égigérő almafa. Őrtilosi népmesék. Magyar Néprajzi Társaság. Szerk.: Tarczali Anikó. Illusztrátor: Székely Ágostonné Eperjesy Dorottya. Budapest. 2010. 1-285. p.
- Őrtilosi dombokon, dombokon… Népdalok Eperjessy Ernő és Olsvay Imre gyűjtéseiből. Kiadó: Magyar Néprajzi Társaság. Szerkesztette és a zenei anyagot gondozta: Pálóczy Krisztina. Budapest, 2016, 210. p.

### Tanulmányok és cikkek
- Ispirac̆ zlata (Egy horvát aranymosó a Dráván. Kalinics József, Szentmihályhegy) in: Narodni kalendar, Budapest, 1962. 117-118. p.
- Farbana jaja (Festett tojások) in: Narodni kalendar, Budapest, 1963. 141. p.
- Dodola and other Slavonic folk-customs in country Baranya, Hungary (Esőkérő Dodola és más délszláv népszokások a magyarországi Baranyából). Közös szerzőiségben Dömötör Teklával. in: Acta Ethnographica Scientiarum Hungaricae, 16. Budapest, 1967. 339-408. p.
- Borbála napi hiedelmek, szokások és a nyelvcsere kérdése. in: Ethnographia, Budapest, 1968/4. 560-587. p.
- Ivanjska vatra – Ivanjsko cvec̍̍e (Szent Iván napi délszláv népszokások Magyarországon) in: Narodni kalendar, Budapest, 1968. 47-49. p.
- Vidovnjak (Egy horvát táltos a Dráva mellékén) in: Narodni kalendar, Budapest, 1969. 107-108. p.
- Onaki kako je nauc̆ila od svoje majke…, Hamer i Hamerka (Ahogyan anyámtól tanultam…, Hamer és Hamerka – Horvát népballada) in: Narodni kalendar, Budapest, 1970. 50-51. p.
- Koljnof (Kópházi horvát népszokások) in: Narodni kalendar, Budapest, 1970. 65-68. p.
- A magyarországi délszláv népzene. in: I. Dél-Dunántúli Népművészeti Hét. Kaposvár, 1971. 83-95. p.
- Szógyűjtemény Almamellékről, a volt uradalmi cselédek szókincséből. ELTE Doktori disszertáció. Kézirat a szerző és az ELTE tulajdonában. Budapest, 1971. 1- 578. p.
- Milos̆ i vila (Milos és a tündér – Horvát mese és hősének) in: Narodni kalendar, Budapest, 1972. 65-67. p.
- „Borovo gostüvanje” (Rönkhúzás szokása a magyarországi szlovéneknél) in: Narodni kalendar, Budapest, 1973. 164-168. p.
- Ruz̆ic̆alo (cirillbetűs, Adatok a Buda-környéki szerbek halotti szokásaihoz) in: Narodni kalendar, Budapest, 1973. 169-171. p.
- Verovanja i obic̆aji u vezi sa Barbarinim danom (Borbála napi hiedelmek és szokások) in: Etnografija Juz̆nih Slavena u Mađarskoj I. Szerk.: Kiss Mária. Magyar Néprajzi Társaság. Budapest, 1975. 51-80. p.
- Pric̆e Andrije Hidega – Z̆enidba Kraljevic̍a Marka: Tri pesma za Kraljevic̍a Marka (Hideg András meséi – Králjevics Márkó házassága és Három levél Kraljevics Márkónak) in: Narodni kalendar Budapest, 1977. 188-192. p.
- A kétnyelvűség jelenségei egy vegyeslakta település néphagyományaiban. in: A II. Békéscsabai Nemzetközi Néprajzi Nemzetiségkutató Konferencia előadásai. I. k. Szerk.: Eperjessy Ernő–Krupa András. Magyar Néprajzi Társaság. Budapest, 1981. 138-146. p.
- A II. Nemzetközi néprajzi nemzetiségkutató konferencia. in: Honismeret, Budapest, 1981/3. 9-11. p.
- Adatok a magyarországi nemzetiségek hagyományai és az anyanyelv kölcsönhatásának vizsgálatához. in: III. Békéscsabai Nemzetközi Néprajzi Nemzetiségkutató Konferencia előadásai. I. k. Szerk.: Eperjessy E.–Krupa A. Magyar Néprajzi Társaság. Budapest, 1986. 138-146. p.
- Monos̆torska bitka v ljudskem izroc̆ilu Slovencev na Madz̆arskem (A szentgotthárdi csata emléke a szlovén néphagyományokban) in: Etnografija Juz̆nih Slavena u Mađarskoj, 8. Szerk.: Marija Kiss. Magyar Néprajzi Társaság. Budapest, 1987. 31-61. p.
- Pável Ágoston és a néprajz. in: Vasi Szemle XLI. I. Szombathely, 1987. 63-67. p.
- Hujákolás – Hus̆kanje. Egy sajátos magyar-horvát népi kommunikációs rendszer. in: Folklór és Tradíció V. Szerk.: Kiss Mária. MTA Néprajzi Kutató Csoport. Budapest, 1988. 88-104. p.
- Nemzetiségi lét – gyakorlati egyenjogúság. in: Békési Élet. Szerk.: Krupa András. Gyula–Békéscsaba, 1988. 187-191. p.
- Ikvai Nándor halálára. in: Honismeret. Budapest, 1988/4. 77-78. p.
- O sezonskih delavcih (Az idénymunkásokról) in: Narodne novine. 27. sz. Szerk.: Sztevánovity Milutin. Budapest, 1998. 15. p.
- Magyarország nemzetiségei. in: Földrajzi olvasókönyv. Magyarország. Tankönyvkiadó. Szerk.: Jónás Ilona. Budapest, 1989. 96-100. p.
- Beitrӓge zur Volkskunde der Meiereien im Zselic, 1920–1945 (Adatok a zselici uradalmi cselédek népi kultúrájából. 1920–1945) in: Gutshofknechte und saisonarbeit im Pannonischen Raum. Szerk.: Olaf Bockhorn–Wolfgang Slapansky, Wien, 1990. 9-20. p.
- Adatok a beás cigányok névcsere kérdéséhez. in: A Duna menti népek hagyományos műveltsége. Szerk.: Halász Péter. Budapest, 1991. 639-641. p.
- A kisebbségek néprajzi kutatásai Magyarországon (1980–1990) in: Nemzetiség – Identitás. A IV. Békéscsabai Nemzetközi Néprajzi Nemzetiségkutató Konferencia előadásai. Szerk.: Eperjessy E.–Krupa A. Magyar Néprajzi Társaság. Békéscsaba–Debrecen, 1991. 152-161. p.
- Moirák – Párkák – Uringyék (A mítikus Sorsasszonyok szerepe a beás cigány néphitben és interetnikus vonatkozásaik) in: Cigány néprajzi tanulmányok, I. Szerk.: Bódi Zsuzsanna. Magyar Néprajzi Társaság. Budapest, 1993. 81-90. p.
- „Béres vagyok, béres, béresnek születtem…” in: Honismeret. Szerk.: Halász Péter. Budapest, 1993/3. 64-68. p.
- A cigány néprajzi kutatások időszerű feladatai. Topical Tasks of Gypsy Ethnograhic Research in Hungary. in: Cigány néprajzi tanulmányok. 2. Szerk.: Bódi Zsuzsanna. Magyar Néprajzi Társaság. Budapest, 1994. 17-31. p.
- Hus̆kanje – Hujákolás (Osobeni hrvatski-mađarski sustav komunikacije) in: Etnografija Hrvata u Mađarskoj, 1. Szerk.: Đuro Frankovic̍. Magyar Néprajzi Társaság. Budapest, 1994. 43-54. p.
- A magyarországi nemzetiségek néprajzi kötetei. in: Néprajzi Hírek. Szerk.: Hála József. Magyar Néprajzi Társaság. Budapest, 1994/1-4. 57-59. p.
- Invastigation on the Meeting of Cultures – Conflikt of Cultures in Terms of the Changes of Burial Customs among Greeks in Hungary. (Konfliktus jelenségek a Magyarországra telepedett görögök népi kultúrájában) in: Kultúrák találkozása – Kultúrák konfliktusai. Az V. Békéscsabai Nemzetközi Néprajzi Nemzetiségkutató Konferencia előadásai. Szerk.: Eperjessy E.–Krupa A. Magyar Néprajzi Társaság. Békéscsaba – Budapest, 1995. 99-101. p.
- A szentgotthárdi csata emléke a magyarországi szlovén néphagyományban. in: Válogatás a magyarországi nemzetiségek néprajzi köteteiből, 1. Magyar Néprajzi Társaság. Szerk.: Kiss Mária. Budapest, 1996. 181-206. p.
- Adatok a magyarországi görög diaszpora népi kultúrájának változásaihoz (Különös tekintettel a temetkezési szokásokra) in: Tanulmányok a magyarországi bolgár, görög, lengyel, örmény, ruszin nemzetiség néprajzából, 1. Magyar Néprajzi Társaság. Szerk.: Eperjessy Ernő. Budapest, 1996. 63-84. p. (Ugyanez a kötetben görög nyelven is: Etoixeia gia tisz allagesz eton laiko politiszmo tisz Ellinikisz diaszporasz etin ouggaria)
- Tradicija i promene u obic̆ajima ruzic̆ala kod pomas̆kih srba (cirillbetűs, Hagyomány és változás a pomázi szerbek ruzsicsalo – temetői – szokásaiban) in: Etnografija Srba u Mađarskoj 1. Szerk.: Borislav Rus. Magyar Néprajzi Társaság. Budapest, 1997. 70-80. p.
- A beás kézjelek néhány példája – A Few Handsigns of the Boyash Gypsies. in: Cigány néprajzi tanulmányok 5. Szerk.: Bódi Zsuzsanna. Magyar Néprajzi Társaság. Budapest, 1997. 200-210. p.
- Balogh Mátyás, a mesemondó – Mátyás Balogh, the Story-Teller. in: Cigány néprajzi tanulmányok 5. Szerk.: Bódi Zsuzsanna. Magyar Néprajzi Társaság. Budapest, 1997. 165-173. p.
- Alexandru Hot̖̖opan la 60 de ani – Hocopán Sándor 60 éves. in: Din tradit̖iile populare ale Romănilor din Ungaria 11. Szerk.: Emilia Martin. Magyar Néprajzi Társaság. Budapest, 1997. 7-12. p.
- Kölcsönhatások vizsgálata egy magyar-horvát (Őrtilos) település hiedelemvilágának tükrében. in: Az együttélés évezrede a Kárpát-medencében. A VI. Nemzetközi Néprajzi Nemzetiségkutató Konferencia előadásai. Szerk.: Eperjessy E.–Grin I.–Krupa A. Magyar Néprajzi Társaság. Békéscsaba–Debrecen, 1998. 139-148. p.
- Nemzetiségi nyelv – népi kultúra – identitás. in: Néprajzi Hírek, 1998. Szerk.: Hála József. Budapest, 130-134. p.
- Ispitivanje međusobnih utjecaja u puc̆kom praznoverju jednog mađarsko-hrvatskog naselja. in: Etnografija Hrvata u Mađarskoj 5. Szerk.: Đuro Frankovic̍. Magyar Néprajzi Társaság. Budapest – Pécs, 1998. 39-51. p.
- Pletenje od slame na Legradskoj Gori (Szalmaedények készítése Szentmihályhegyen) in: Etnografija Hrvata u Mađarskoj 5. Szerk.: Đuro Frankovic̍. Magyar Néprajzi Társaság. Budapest – Pécs, 1998. 133-145. p.
- Hagyomány és változás a pomázi szerbek ruzsicsáló – temetői – szokásaiban. in: Válogatás a magyarországi nemzetiségek köteteiből 2. Szerk.: Jung Horti Judit. Magyar Néprajzi Társaság. Budapest, 1998. 23-31. p.
- Borovo gostüvanje pri porabskih Slovencih – Rönkhúzás a Rába menti szlovéneknél (kétnyelvű) in: Etnologija Slovencev na Madz̆arskem 2. Szerk. Marija Kozar. Magyar Néprajzi Társaság. Budapest, 1999. 9-128. p.
- Hány Kricskovics is van tulajdonképpen? – Koliko Kric̆kovic̍a ima zapravo? (Kétnyelvű) in: A csend relációi – Relacije tis̆ine. Szerk.: Lukács István. Budapest Fővárosi Horvát Önkormányzat. Budapest, 152-155. p.
- Epilogus. in: Papadopulosz Filiposz: Miként a madarak… Magyarországi görögök emlékezései c. kétnyelvű könyvének szerkesztése és a zárszó. Szerk: Eperjessy E. Országos Görög Önkormányzat. Budapest, 1999. 152-155. p.
- Crkva sv. Mihaela na Legradskoj Gori (A légrádhegyi Szent Mihály templom) in: Hrvatski kalendar 2000. Szerk.: Milica Klaic̍-Tarađija. Országos Horvát Önkormányzat. Budapest, 1999. 64-65. p.
- 1848-as hősök arcképei egy tököli parasztház mennyezetén in: Barátság c. folyóirat VI. évf. 6. sz. Szerk.: Mayer Éva. Budapest 2680-2681. p.
- In memoriam – Vujicsics Tihamér. in: Barátság c. folyóirat VI. évf. 6. sz. Szerk.: Mayer Éva. Budapest, 1999. 2696-2697. p.
- In memoriam – Tihomir Vujic̆ic̍. in: Etnografija Srba u Mađarskoj 2. (cirillbetüs) Szerk.: Borislav Rus. Magyar Néprajzi Társaság. Budapest, 1999. 160-163. p.
- A hetvenéves Sarosácz György köszöntése. in: Néprajzi Hírek, 1999/1-4. Szerk.: Hála József. Magyar Néprajzi Társaság. Budapest, 1999. 125-128. p.
- Szitkok, átkok, káromlások. In Ethnographia 110 évf. 1999. 2. sz. Szerk.: Szilágyi Miklós. Magyar Néprajzi Társaság. Budapest, 1999. 399-414. p.
- Az uradalmi cselédek sorsfordulója a Zselicben – 1945. in: Paraszti múlt és jelen az ezredfordulón. Szerk.: Cseri Miklós–Kósa László–Bereczki Ibolya. Szentendre, 2000. 357-376. p.
- A zákányi rossz papok pokolrajutása. in: Népi vallásosság a Kárpát-medencében III. (Dunántúli dolgozatok. D. Néprajzi sorozat) Szerk.: Lantosné Imre Mária. Pécs, 2000. 140-148. p.
- Köszöntjük Gyivicsán Annát. in: Néprajzi Hírek. 2000/1-2. Szerk.: Hála József. Magyar Néprajzi Társaság. Budapest, 96-98. p.
- A rönkhúzás szokása a Rába menti szlovéneknél és annak interetnikus kapcsolatai. in: Vasi Szemle LIV. évf. 2. sz. Szombathely, 2000. 193-211.
- Lakodalmi rítusok és dramatikus játékok egy vegyes etnikumu régióban. in: Válogatás a magyarországi nemzetiségek néprajzi köteteiből 3. (2000. Jubileumi kiadás) Szerk.: Jung Horti Judit. Magyar Néprajzi Társaság. Budapest, 2000. 17-70. p.
- Szalmaedény készítés Szentmihályhegyen. in: Válogatás a magyarországi nemzetiségek néprajzi köteteiből 3. (2000. Jubileumi kiadvány) Szerk.: Jung Horti Judit. Magyar Néprajzi Társaság. Budapest, 2000. 215-227. p.
- „Pod cerom se ples̆e” (Svatovski obred i dramske igre u kajkavskih Hrvata u Pomurju i zapadnom dijelu z̆upanije S̆omođ) („Tánc a cerafa alatt” – Lakodalmi szokások és játékok a Mura menti kaj horvátoknál Zalában és Somogyban) in: Etnografija Hrvata u Mađarskoj 7. Szerk.: Đuro Frankovic̍. Magyar Néprajzi Társaság. Pécs, 2000. 13-80. p.
- Portreti heroja mađarske revolucije iz 1848. Na stropu jedne seljac̆ke kuc̍e u Tukulji (1848-as hősök arcképei egy tököli parasztház mennyezetén) in: Etnografija Hrvata u Mađarskoj 7. Szerk.: Đuro Frankovic̍. Magyar Néprajzi Társaság. Pécs, 2000. 110-114. p.
- Szalmaedény -készítés Szentmihályhegyen. In: Válogatás a magyarországi nemzetiségek néprajzi köteteiből. 2000. Jubiulemi kiadvány. Szerk.: Jung Horti Judit. Budapest, 215-227.
- „Ha a lélek átér a Jordán vizén…” (Fejfákra szegezett kendők a baranyai horvát temetőkben) in: Néprajzi Látóhatár 2001. X. évf. 1-4. Szerk.: Keszeg Vilmos–Viga Gyula. Budapest-Miskolc, 2001. 363-374. p.
- Na drugoj strani Jordana… Ruc̆nici svezani na kriz̆eve na grobljima Baranjskih Hrvata (A Jordán túloldalán… Fejfákra szegezett díszkendők a baranyai horvát temetőkben) in: Etnografija Hrvata u Mađarskoj 8. Szerk.: Đuro Frankovic̍. Magyar Néprajzi Társaság. Pécs, 2001. 73-92. p.
- Magyar szentek énekei egy XIX. századi horvát kéziratos énekes könyvben. in: Szenttisztelet. Szerk.: Barna Gábor. Szeged, 2001. 58-79. p.
- Huszonöt évesek a nemzetiségi néprajzi tanulmánykötetek. in: Néprajzi Hírek. XXX. 2001. 1-4. Szerk.: Hála József. Magyar Néprajzi Tátrsaság. Budapest, 2001. 66-69. p.
- Az ibafai pap és fapipája. Horváth J. Gyula: Az ibafai papnak fapipája van (Almamellék, 1999) c. kötetének recenziója. in: Néprajzi Hírek XXX. 2001.1-4. Szerk.: Hála József. Magyar Néprajzi Társaság. Budapest, 2001. 74-75. p.
- A magyarországi cigánykutatások áttekintése. in: Erdős Kamill és a hazai romológia. Szerk.: Bencsik János. Békéscsaba, 2002. 63-84. p.
- A cigányprobléma nemcsak magyar, európai gond is. Hányan is vannak a cigányok? in: Közös út – Kethano Drom. Roma magazin. 2002. X. évf. 3. sz. Szerk.: Rostás Farkas György–Kárpáti Gyula (?) Budapest, 2002. 40-43. p.
- „We̖gier i Polak” ozwaz̆ania Károlya Bartha, honweda z 48-go roku o losach dwóch narodów – „Magyar és lengyel”. Bartha Károly egykori 48-as honvéd elmélkedése a két nemzet sorsáról (A tanulmány együtt két nyelven) in: Tanulmányok a magyarországi bolgár, görög. lengyel, örmény, ruszin nemzetiség néprajzából 4. Szerk.: Eperjessy Ernő. Magyar Néprajzi Társaság. Budapest, 111-119. p.
- Balassa Iván halálára – In memory of Balassa Iván. in: Tanulmányok a magyarországi bolgár, görög, lengyel, örmény, ruszin nemzetiség néprajzából 4. Szerk.: Eperjessy E. Magyar Néprajzi Társaság. Budapest, 2002. 205-206. p.
- In memoriam Ivan Balassa (1917–2002) in: Etnografija Hrvata u Mađarskoj. Szerk.: Đuro Frankovic̍. Magyar Néprajzi Társaság. Budapest, 2002. 78. p.
- Zum Tode von Ivan Balassa. in: Beitrӓge zur Volkskunde der Ungarndeutschen 19. Szerk.: Karl Manherz. Magyar Néprajzi Társaság. Budapest, 2002. 153. p.
- Gruswort zum 60. Geburtstag von Karl Manherz (A 60 éves Manherz Károly köszöntése) in: Beitrӓge der Volkskunde der Ungarndeutschen 19. Szerk.: Karl Manherz. Magyar Néprajzi Társaság. Budapest, 2002. 9-10. p.
- Beitrӓge zur Sittenordnung der detschen Hohzeit in Pusstavam/Pusztavám (Német lakodalmi szokásrend Pusztavámon) in: Beitrӓge zur Volkskunde der Ungarndeutschen. Szerk.: Karl Manherz. Magyar Néprajzi Társaság. Budapest, 2002. 9-38. p.
- A kisebbségek tradicionális kultúrája és a globalizáció néhány kérdése. in: A nemzetiségi kultúrák az ezredfordulón (Esélyek, lehetőségek, kihívások) Szerk.: Andó György, Eperjessy Ernő, Grin Igor, Krupa András. Magyar Néprajzi Társaság, 2002. 475-479. p.
- Naționalitătile din Ungaria s̖i cultura lor la Sfarșitul mileniului (Nemzetiségek és nemzetiségi kultúrák az ezredfordulón Magyarországon) in: Internicitate ȋn Európa centrala și de Est. Szerk. Elena Rodica Colta. Arad, 2002. 5-22. p.
- VII. Nemzetközi Néprajzi Nemzetiségkutató Konferencia. Békéscsaba, 2001. okt. 2-4. in: Néprajzi Hírek 2002. 1-4. Szerk.: Hála József. Magyar Néprajzi Társaság. Budapest, 202.63-65. p.
- IV. Nemzetközi Interdiszciplináris Szimpozion, Arad, 2002. május 24-25. in: Néprajzi Hírek. Szerk.: Hála József. Magyar Néprajzi Társaság. Budapest, 2002. 24-25. p.
- A hatvanéves Manherz Károly köszöntése. in: Néprajzi Hírek. Szerk.: Hála József. Magyar Néprajzi Társaság. Budapest, 2002. 172-174. p.
- A kisebbségi önkormányzati választások tanulságai Magyarországon 2002-ben. in: Minoritarul imaginar – Minoritarul real. Szerk.: Elena Rodica Colta. Arad, 2003. 16-27. p.
- Ivanjsko cvec̍e – Ivandanjski venac. Ivanjdanski obic̆aji Srba u okolini Budima (cirillbetűs, Szent Ivánnapi koszoruk szokása a Buda-környéki szerbeknél) in: Etnografija Srba u Mađarskoj 4. Szerk.: Borislav Rus. Magyar Néprajzi Társaság. Budapest, 2003. 7-23. p.
- Grin Igor 60 éves. in: Néprajzi Hírek. Szerk.: Hála József. Magyar Néprajzi Társaság. Budapest, 2003
- Tanaszisz Zianosz: Nehéz évek (Az 1946-49-es görög polgárháborúról görögül és magyarul megjelent dokumentumkötet recenziója) in: ΕΛΛΕΝΙΣΜΟΣ – Ellenizmosz 2004. 10. szám. Budapest, 2004. 13-14. p.
- Adatok a pusztavámi német lakodalom szokásrendjéhez. Válogatás a magyarországi nemzetiségek néprajzi köteteiből 5. Szerk.: Jung Horti Judit, Magyar Néprajzi Társaság. Budapest, 2004.13-42. p.
- A szentivánnapi virágok és koszorúk. Adatok a Buda-környéki szerbek Szent Iván napi szokásaihoz. in: Válogatás a magyarországi nemzetiségek néprajzi köteteiből 5. Szerk.: Jung Horti Judit. Magyar Néprajzi Társaság. Budapest, 2004. 87-103. p.
- Felmondás – szegődés – költözködés. Adatok a volt uradalmi cselédek életmódjához a Zselicben (1900–1950). in: A néprajztudomány szolgálatában – V sluz̆bah Etnografie. Szerk.: Gyivicsán Anna, E. Krekovicsova, Uhrin Erzsébet. Békéscsaba, 2004. 283-305. p.
- Állatnevek Somogyban, („Haynau kuss!”) in: ETHNICA 2004. VI. évf. 4. sz. Szerk.: Ujváry Zoltán. Debrecen, 2004. 147-150. p.
- Homeli, ein einst deutsches Dorf (Almamellék, egy hajdani német falu) in: Deutscher Kalender, 2005. Budapest, 47-51. p.
- Pitanje kapele sv. Mihaela na Legradsom brdu. in: Josip Đurkan: Legrad i njegova z̆upa. Kroz stoljec̍a. Legrad, 2005. 82-84. p.
- Hallottad-e hírét Sziget városának? (Ismeretlen históriás énektöredék Zrinyi Miklósról) in: ETHNICA. 2005. VII./3. Szerk.: Ujváry Zoltán. Debrecen. 85-90. p.
- Mándics Mihály: Egy élet emlékei. c. könyv ismertetése. in: Honismeret 2005/2. XXXIII. évf. Szerk. Halász Péter. Budapest 115-116. p
- „Megtettem, amit megtehettem.” A 75 éves Mándity Mihály köszöntése. in: Néprajzi Hirek. 2005/1-2. Szerk.: Hála József. Magyar Néprajzi Társaság. Budapest, 31-32. p.
- A Dél-Alföld nemzetiségi néprajzi és történeti kutatásainak helyzete. In : Honismeret. 2005/1-2. 30-31. p.
- A kenyér és kenyérsütés a somogyi uradalmi cselédek körében (1900–1950) in: Honismeret 2005/5. XXXIII. évf. Szerk.: Halász Péter. Budapest, 37-41. p.
- A 60 éves Frankovics György – Đuro Frankovic köszöntése. in: Néprajzi Hírek, XXXIV. évf. 2005/3-4. Szerk.: Hála József. Magyar Néprajzi Társaság. Budapest, 98. p.
- A 70 éves Krupa András köszöntése. in: Néprajzi Hírek, XXXIII. évf. 2005/1-2. Szerk.: Hála József. Magyar Néprajzi Társaság
- A 70 éves Kiss Mária születésnapjára. in: Néprajzi Hírek XXXIV. évf. 2005/3-4. Szerk.: Hála József. Magyar Néprajzi Társaság
- A Dél-Alföld Nemzetiségi néprajzi és történeti kutatásainak helyzete (Szeged, 2004. december 9-10.). In: Néprajzi Hírek. XXXIV. évf. 2005/1-2. 30. p.
- A 75 éves Mandics Mihály köszöntése. In: Néprajzi Hírek. XXXIV. évf. 2005/1-2. 31. p.
- Tradicija kultura nacionalni menjsini i globalizacija – Etnicsni ta etnograficsni grupi, nacionalniji mentalitet ta szamoidentifikacija – A kisebbségek tradicionális kultúrája és a globalizáció néhány kérdése. Ukrán nyelven) in: Narodna tvorcsiszty ta etnografija c. sorozatban külön kötet: Magyar néprajz – Uhorszka etnografija címmel. 2006/4. Szerk.: Leszja, Musketik. Kijev, 55-58. p.
- A Magyar Néprajzi Társaság nemzetiségi könyvsorozatáról. in: Néprajzi Hirek. XXXIV. 2006/3-4. Szerk.: Hála József. Magyar Néprajzi Társaság. Budapest. 54-55. p.
- Búcsú Kerecsényi Edittől (1927–2006) in: Néprajzi Hírek. XXXIV./3-4. Szerk.: Hála József. Magyar Néprajzi Társaság. Budapest, 105. p.
- Dodola. Podaci uz obic̆aje dozivanja kis̆e Srba i Hrvata u Mađarskoj (cirillbetűs – Dodola. Esőkérő szokások a magyarországi szerbeknél és horvátoknál) in: Etnografija Srba u Madjarskoj 5. 2006. Szerk.: Boriszlav Rusz. Magyar Néprajzi Társaság. Budapest, 31-50. p.
- Tudós kocsisok, tudós pásztorok Somogyban. in: Ethnica. 2007/IX. 1 évf. Szerk.: Ujváry Zoltán. Debrecen, 2007. 22-24. p.
- Vásárok, vásáros helyek, házaló kereskedők a Zselicben (1900–1950). in: Honismeret. XXXV. évf. Szerk.: Halász Péter. Budapest, 2007. 57- 65. p.
- Ajánlás. Bevezető Szigeti Andor: Népi konyha (Velünk élő nemzeti és etnikai kisebbségek ételei) I-II. c. kötetéhez. Mezőgazda Kiadó. Budapest, 2007. 9-10. p.
- Pásztorok – betyárok a Zselicben. in: Az Alföld vonzásában. Tanulmánykötet a 60 esztendős Novák László tiszteletére. Szerk.: Ujváry Zoltán. Nagykőrös–Debrecen, 2007. 369-381. p.
- In memoriam – Vujicsics Tihamér (1929–1975). in: ”Nem biccentek igent a pusztulásnak” c. tanulmánykötet Vujicsics Tihamér emlékére. Balassi Kiadó. Szerk.: Gracza Lajos. Budapest, 2007. 86-88. p.
- Hocopán Sándor/Alexandru Hoțopan halálára. in: Néprajzi Hírek XXXV/1-2. Szerk.: Hála József. Magyar Néprajzi Társaság. Budapest, 2007. 102-103. p.
- Mándics Mihály: Egy élet emlékei. /Könyvismertető/. In: Honismeret. Budapest, 2005/2. XXXIII. évf. 115. p.
- Dodola. Adatok a magyarországi szerbek és horvátok esőkérő szokásaihoz. in: Válogatás a magyarországi nemzetiségek néprajzából 6. Szerk.: Jung Horti Judit. Magyar Néprajzi Társaság. Budapest, 2007. 25-46. p.
- Elhunyt Vincze Istvánné Peneva Hrisztova. in: Néprajzi Hírek. XXXV/1. Szerk.: Hála József. Magyar Néprajzi Társaság. Budapest, 2008. 73-74. p.
- Bódi Zsuzsanna halálára. in: Néprajzi Hírek XXXV/1. Szerk.: Hála József. Magyar Néprajzi Társaság. Budapest, 2008. 77-80. p.
- Székely András Bertalan Pro Ethnographia Minoritatum kitüntetése. Közös szerzőiségben Paládi-Kovács Attilával. in: Honismeret XXXVI/4. Szerk.: Halász Péter. Budapest. 2008. 105. p.
- A 80 éves Kishegyi Simon köszöntése. in: Honismeret. XXXVII/1. Szerk.: Halász Péter. Budapest, 2009. 73-75. p.
- Erotikus szimbólumok és játékok a zalai horvát lakodalmakban. in: Hrvatski kupido (Zbornik radova znanstvenog skupa s međunarodnim suđelovanjem. Budimpes̆ta, 2008) Szerk.: Stjepan Lukac̆. Budapest, 2009. 73-78. p.
- Dr. Bódi Zsuzsanna emlékezetére. in: Cigány néprajzi tanulmányok 15. Szerk.: Deáky Zita–Nagy Pál. Magyar Néprajzi Társaság. Budapest–Gödöllő, 2010. 11-13. p.
- Köszöntjük Gyivicsán Annát. in: Néprajzi Hírek 2010/3. Szerk.: Hála József. Magyar Néprajzi Társaság. Budapest, 2010. 65-67. p.
- A 80 éves Olsvay Imre köszöntése. in: Néprajzi Hírek XL/4. Szerk.: Hála József–Máté György. Magyar Néprajzi Társaság. Budapest, 2011. 53-54. p.
- A nemzetiségi néprajzi kötetek szerkesztése. in: Néprajzi Hírek XL/3. Sterk.: Hála József. Magyar Néprajzi Társaság. Budapest, 2011. 86-87.
- Mukicsné Kozár Mária köszöntése. in: Néprajzi Hírek XLIV/3. Szerk.: Hála József–Máté György. Magyar N éprajzi Társaság. Budapest, 2012. 69-71. p.
- Emlékezés Sarosácz Györgyre (1929–2011) in: Néprajzi Hírek XLIV/4. Szerk.: Hála József–Máté György. Magyar Néprajzi Társaság. Budapest, 2012, 61-64. p.
- Angeben zur Geschichte der Glashütte von Deutschlukeva/Németlukafa – (Adatok a németlukafai üveghuta történetéhez) – (Horváth J. Gyula–Eperjessy Ernő közös szerkesztésében) in: Beitrӓge zur Volkskunde der Ungarndeutschen 27. Szerk.: Manherz Károly. Magyar Néprajzi Társaság. Budapest, 2012. 9-44. p.
- A 70 éves Manherz Károly köszöntése. in: Néprajzi Hírek XLV/1. Szerk.: Hála József–Máté György. Magyar Néprajzi Társaság. Budapest, 2013
- Adatok a németlukafai üveghuta történetéhez (Horváth J.Gyula és Eperjessy Ernő közös szerkesztésében) in: A kaposvári Rippl-Rónai Múzeum közleményei 1. – 2013. Szerk.: Juhász Magdolna. Kaposvár, 235-250. p.
- Lantosné Imre Mária köszöntése. in: Néprajzi Hírek. XLV/2. Szerk.: Hála József–Máthé György. Magyar Néprajzi Társaság. Budapest, 2013
- A pálinkafőzés és egy különleges jelrendszer kapcsolata a Somogy megyei Szentmihályhegyen. in: Közelítések a pálinkakultúrához. Szerk.: Balázs Géza és Viga Gyula. Kiadó: Inter Kultúra-, Nyelv- és Médiakutató Központ. Miskolc- Budapest, 2013. 97-103. p.
- Újabb adatok a németlukafai üveghuta keménycserépgyár történetéhez in: A kaposvári Rippl-Rónai Múzeum közleményei 3. – 2014. Szerk.: Juhász Magdolna. Kaposvár, 221-226. p.
- Erotikus szimbólumok és játékok a zalai horvát lakodalmakban in: Válogatás a magyarországi nemzetiségek néprajzi köteteiből 7. 2014. A Magyar Néprajzi Társaság kiadványa, Szerk.: Székely András Bertalan, Budapest, 167-173. p.
- Kiss Mária köszöntése. in: Néprajzi Hírek XLIV. évf. 2015/3. Szerk.: Hála József. Magyar Néprajzi Társaság. 66. p.
- A 70 éves Frankovics György köszöntése. in: Néprajzi Hírek XLIV. évf. 2015/3. Szerk.: Hála József. Magyar Néprajzi Társaság. 69. p.
- Búcsú Krupa Andrástól (1934-2015). in: Néprajzi Hírek XLIV. évf. 2015/3. Szerk.: Hála József. Magyar Néprajzi Társaság. 76. p.
- C̆etrdeseta godis̆njica serijskih izdanja etnografija narodnosti. (Negyven évesek a nemzetiségi néprajzi kötetek sorozata Magyarországon) in: Hrvatski kalendar, 2017. Szerk.: Horváth Csaba. Kiadó: Croatica. Budapest (Budimpes̆ta). 145-148. p.
- Neuere Angaben zur Geschichte der Glashütte und des Hartkeramikbetriebs in Deutschlukeva/Németlukafa (Újabb adatok a németlukafai üveghuta történetéhez) In.: Beitrage zur Volkskunde der Ungarndeutschen, 2016. Szerk.: Manherz Károly (Karl Manherz. Budapest, 18-26. p.
- A pécsi ferencesek betleheme. in: Honismeret XLVI.évf. 2018/1. Szerk.: Hála József. Budapest, 36-38. p.
- Népmesék szóban, írásban, képben. Szerk.: Tóth Gábor. Magyar Versmondók Egyesülete, Budapest, 2020. 37-46. p.[17]

### Néprajzi kisfilmek
- Tari János–Eperjessy Ernő: Fenyőlakodalom (Farsangi rönkhuzás szokása a Rába menti szlovéneknél) 2003. Néprajzi Múzeum, Budapest. 26 perc. Megjelent: Duna Honismeret, 2018/1. XLVI.évf. [18]
- Tari János–Eperjessy Ernő: Cerafától a menyecskemosdatásig (Lakodalmi szokások Zákány és vidékén) 2001–2002. Néprajzi Múzeum, Budapest. 26 perc. Megjelent: Magyar Televizíó, Együttélés c.sorozatban.[19]
- Tari János–Eperjessy Ernő: Hej regő rejtem… (Regölő népszokás a Somogy megyei Iharosberényben és környékén) 2002. Néprajzi Múzeum, Budapest. 29 perc. Megjelent: Magyar Televízió, Apáról fiúra… c. sorozatban.

## Díjak, elismerések
- Odznaka zasluzony dla kultury polskiej – A lengyel kultúra szolgálatáért Érdemérem, 1983
- Srebrna odznaka orderu zaslugi polskiej rzeczypospolitej ludowej – Lengyel Népköztársaság Érdemrendjének Ezüst Fokozata, 1985
- Odznaka honorowa miasta Poznania – Poznán város elismerő kitüntetése, 1987
- Odznaka honorowa za zaslugi w rozwoju wojewodztwa Poznanskiego – A Poznani Vajdaság eredményes támogatásáért, elismerő kitüntetés, 1987
- Munka Érdemrend Ezüst Fokozata, 1989
- A Lengyel Népköztársaság magyarországi nagykövetségének diplomája a Bem József Lengyel Kulturális Egyesület 30 éves évfordulójára, 1998
- Pro Ethnographia Minoritatum (a Magyar Néprajzi Társaság kitüntetése a nemzetiségek néprajzáért végzett munkáért), 1999[20]
- Kisebbségekért Díj (életműért, kormánykitüntetés), 2001[21]
- A Magyar Érdemrend lovagkeresztje (kormánykitüntetés), 2005[22]
- A Magyar Néprajzi Társaság tagja, 1963, majd 1985-től Érdemes Tagja, 1990-től tiszteletbéli tagja[23]
- A Magyar Kultúra Lovagja (társadalmi elismerés), Budapest, 2012[24]
- Somogy Polgáraiért Díj, Kaposvár, 2013[25]

## Interneten elérhető munkái
- Ikvai Nándor halálára Honismeret, Budapest, 1988/4.
- Moirák – Párkák – Uringyék Cigány néprajzi tanulmányok, I. Budapest, 1993
- „Béres vagyok, béres, béresnek születtem…” Honismeret, Budapest, 1993/3.
- A cigány néprajzi kutatások időszerű feladatai Cigány Néprajzi Tanulmányok 2., 1994
- Regionális cselédszótár Somogy Megyei Múzeumok Igazgatósága. Kaposvár, 2010
- Adatok a németlukafai üveghuta történetéhez (Horváth J.Gyula és Eperjessy Ernő közös szerkesztésében) in: A kaposvári Rippl-Rónai Múzeum közleményei 1., 2013
- Újabb adatok a németlukafai üveghuta keménycserépgyár történetéhez in: A kaposvári Rippl-Rónai Múzeum közleményei 3. 2014
- Eperjessy Ernő népdalgyűjtései Folklór adatbázis

## Cikkek, tanulmányok Eperjessy Ernőről
- M. Kozár Mária: A 75 éves Eperjessy Ernő változatos életpályájáról. In. Ethica. 2006. VIII. évf. 1. sz. 33-36. p.